# Октавіо Троянеску
Октавіо Троянеску (рум. Octavio Troianescu; нар. 4 лютого 1916, Чернівці — 8 листопада 1980, Бухарест) — румунський шахіст, міжнародний майстер від 1950 року.

## Шахова кар'єра
Від середини 1940-х до кінця 1970 років належав до когорти провідних румунських шахістів, здобувши дев'ять медалей чемпіонату країни (зокрема п'ять золотих, у 1946, 1954, 1956, 1957 і 1968 роках). У 1956 і 1960-х роках представляв національну збірну на шахових олімпіадах, а в 1957 році посів 9-те місце на зональному турнірі (відбіркового циклу чемпіонату світу) у Вагенінгені.
Досягнув низки успіхів на міжнародній арені, зокрема: поділив 3-тє місце в Бухаресті (1951, позаду Здравко Мілева і Стефана Сабо, разом з Тібором Флоріаном), посів 2-ге місце в Сопоті (1951, позаду Ерньо Гебереном) і 3-тє місце в Ерфурті (1955, позаду Вольфганга Ульманна і Атанаса Колева), а також поділив 5-те місце в Балатонфюреді (1958, меморіал Лайоша Асталоша, позаду Лайоша Портіша, Олександра Толуша, Ласло Сабо та Іштвана Білека, разом з Гедеоном Барцою).
За даними ретроспективної рейтингової системи Chessmetrics найсильнішу гру показував у січні 1953 року, займаючи тоді 99-те місце у світі.